# Coptomiopsis viossati
Coptomiopsis viossati är en skalbaggsart som beskrevs av Franz Antoine 1992. Coptomiopsis viossati ingår i släktet Coptomiopsis och familjen Cetoniidae. Inga underarter finns listade i Catalogue of Life.